# Tilápia-do-nilo
A tilápia-do-nilo (Oreochromis niloticus) é um peixe africano da família Cichlidae, conhecido pelos antigos egípcios já em 2000 a.C. Alimenta-se de plâncton (fitoplancton e zooplancton), mas aceita bem ração artificial.
É um peixe de origem africana em que os primeiros exemplares trazidos para o Brasil chegaram no ano de 1971, e se adaptaram muito bem ao nosso clima tropical, pois esta espécie desenvolve-se bem em águas quentes com temperaturas entre 26°C e 28°C, e como a temperatura está relacionada com o crescimento e a reprodução das Tilápias o Brasil tornou-se um verdadeiro “paraíso” para elas, o que acaba ameaçando seriamente as espécies nativas.

## Introdução no Brasil
Foi introduzida no Brasil em 1971 juntamente com Sarotherodon hornorum ou tilápia-de-zanzibar.
Anteriormente, em 1952, outra espécie de tilápia foi introduzida, a Tilápia-do-Congo (Tilapia rendalli) de habito alimentar herbívoro, que não se mostrou atraente a piscicultura, acabou virando praga em algumas áreas, e esta sendo substituída pela tilápia-do-nilo que apresenta melhores resultados. Atualmente tem sido amplamente cultivada  em tanques .

## Reprodução
A incubação dos ovos é na boca, diferindo da Tilapia redalli que a faz em ninhos, sendo este o principal aspecto de separação dos gêneros Tilapia e Sarotherodon

## Criação Monossexo
A criação monossexo ou cultivo monossexo é empregado para o controle da reprodução e, também, aproveitar o maior crescimento dos machos de tilápia, ou, no caso de trutas, as fêmeas é que apresentam melhor crescimento.
Monossexo por seleção de machos
A forma, de menor emprego de tecnologia, para se criar somente machos (monossexo) é a seleção sexual (as fêmeas na papila genital apresentam, uretra, ouviduto e ânus e os machos somente uretra e ânus), porém é muito trabalhosa, é necessario verificar cada peixe, e apresenta muitos erros.
Monossexo por cruzamento
O cruzamento destas duas espécies, usando-se machos de Sarotherodon hornorum com fêmeas de Sarotherodon niloticus, apresenta somente machos, e é uma dos motivos do porque as duas espécies foram importadas juntas.
Monossexo por reversão de fêmeas em machos
É a reversão sexual de alevinos fêmeas em machos, usando hormônio 17-alfa-metil testosterona , que é a mais empregada.

## Sinonímia
(Sarotherodon niloticus) = (Tilapia nilotica) = (Oreochromis niloticus)
Primeiramente a tilápia-do-Nilo foi classificada no gênero Tilapia sendo posteriormente inserida ao gênero Oreochromis, pois os ovos são incubados na boca da fêmea, e o primeiro ficou para as espécies que não incubam os ovos na boca (gênero caracterizado por fazer ninhos).
Alguns autores classificam o gênero Sarotherodon como não consistente, sendo considerado como um grupo não distinto a Oreochromis .

### Sinônimos
- Tilapia crassispina Arambourg, 1948
- Perca nilotica Linnaeus, 1758
- Chromis nilotica (Linnaeus, 1758)
- Chromis niloticus (Linnaeus, 1758)
- Oreochromis nilotica (Linnaeus, 1758)
- Oreochromis niloticus niloticus (Linnaeus, 1758)
- Sarotherodon niloticus (Linnaeus, 1758)
- Tilapia nilotica (Linnaeus, 1758)
- Tilapia nilotica nilotica (Linnaeus, 1758)
- Chromis guentheri Steindachner, 1864
- Tilapia eduardiana Boulenger, 1912
- Oreochromis niloticus eduardianus (Boulenger, 1912)
- Tilapia nilotica eduardiana Boulenger, 1912
- Tilapia cancellata Nichols, 1923
- Oreochromis cancellatus cancellatus (Nichols, 1923)
- Oreochromis niloticus cancellatus (Nichols, 1923)
- Tilapia nilotica cancellata Nichols, 1923
- Tilapia calciati Gianferrari, 1924
- Tilapia regani Poll, 1932
- Tilapia nilotica regani Poll, 1932
- Tilapia inducta Trewavas, 1933
- Tilapia vulcani Trewavas, 1933
- Oreochromis niloticus vulcani (Trewavas, 1933)
- Oreochromis vulcani (Trewavas, 1933)
- Oreochromis niloticus baringoensis Trewavas, 1983
- Oreochromis niloticus filoa  Trewavas, 1983
- Oreochromis cancellatus filoa Trewavas, 1983
- Oreochromis niloticus sugutae  Trewavas, 1983
- Oreochromis niloticus tana Seyoum & Kornfield, 1992

## Ligação Externa
- 17-alfa-metil testosterona
- Reversão sexual de alevinos fêmeas em machos